# Irthing
L’Irthing est une rivière du Royaume-Uni, dans Angleterre du Nord-Ouest, qui coule dans le comté anglais de Cumbria, et l’un des principaux affluents droit du fleuve l’Eden.

## Géographie
Elle prend sa source dans les collines de Paddaburn Moor, dans le Border Forest Park, et définit pendant 24 kilomètres la frontière entre le Northumberland et la Cumbria. Après avoir passé la tourbière de Butterburn Flow, la rivière se jette du haut de la cascade de Crammel Linn, haute de dix mètres, dans des gorges de grès. À Gilsland Spa (en), une source sulfureuse suinte des parois des gorges ; des eaux ferrugineuses et pétrifiantes apparaissent également par la géologie locale, sur les berges de la rivière.
Après Brampton, la rivière reçoit la Gelt (en) en rive gauche, juste au sud du Carlisle Lake District Airport (en), puis l'Irthing se jette rapidement dans l’Eden, non loin de Warwick Bridge (en), juste au nord de Wetheral.

## Affluents
- River Gelt (en) (rg[note 1])

## Hydrologie
Son régime hydrologique est dit pluvial océanique.

## Aménagements et écologie
La rivière a marqué une limite de la construction du mur d’Hadrien, entre les constructions de calcaire à l’Est et de grès à l’ouest. La muraille traverse la rivière sur le pont de Willowford, situé à l’est du camp romain de Banna. Le fort domine une gorge escarpée sculptée par la rivière dans la tillite glaciaire qui couvre la région. À partir de ce point, la rivière est bordée à l’ouest par les différents sites romains situés sur la voix romaine Stanegate et le mur d’Hadrien,